# Ellerman (krater)
Ellerman is een maaninslagkrater aan de andere kant van de maan . Het ligt binnen de buitenste deken van ejecta die het Mare Orientale- impactbekken omringt, en ligt ten westen van het Montes Cordillera-gebergte. Ten noordwesten van Ellerman ligt de grotere krater Gerasimovich.
Waarschijnlijk vanwege de ligging in een ruige omgeving is de anders ronde rand van deze krater enigszins onregelmatig en veelhoekig van vorm. Het losse materiaal langs de binnenmuren is naar beneden gegleden en vormt een ring van puin rond de basis, waardoor deze krater muren heeft die recht naar beneden hellen. Er is een kleine krater langs de noordelijke rand.